# 瓦季姆·尤苏波维奇·阿布德拉希托夫
瓦季姆·尤苏波维奇·阿布德拉希托夫（俄語：Вадим Юсупович Абдрашитов，1945年1月19日—2023年2月12日）是一名俄罗斯电影导演。他是鞑靼人，生于乌克兰的哈尔科夫，曾随家人迁居符拉迪沃斯托克、阿拉木图、萨哈林、勘察加、列宁格勒，最后自己移居莫斯科。大学里他读的是核物理学专业，但也业余制作电影，赫鲁晓夫解冻时期他对于文艺的爱好急剧增长。1970年起师从米哈伊尔·罗姆学习导演电影，罗姆去世后在列夫·库利贾诺夫指导下毕业。1975年遇见编剧亚历山大·明达杰，开始长期合作。
1987年，他执导的电影《普留木布姆，或称危险游戏》参加了威尼斯电影节，获意大利参议院金奖。1989年《仆人》获苏联国家奖，还在柏林电影节上获得阿尔弗雷德·鲍尔奖。1998年的战争剧情片《跳舞者的时代》也曾获得多个奖项。他其他的作品还有《猎狐》（1980）、《一个乘客的故事》（1995）、《魔力风暴》（2003）等。